# Герб Бонайре
Герб Бонайре создан на основе флага Бонайре в 1986 году и принят парламентом острова 26 июня 1986 года.

## Описание
Символика цветов и элементов герба Бонайре совпадает с таковой у флага. Синий цвет символизирует Карибское море, жёлтый — солнце, дающее острову жизнь и процветание, а белый цвет щита — свободу и мир. Роза ветров, стилизованная под компас, показывает, что жители острова имеют репутацию искусных мореплавателей. Красная звезда символизирует стойкость местных жителей и кровь, которую они пролили в борьбе за выживание. Штурвал, отсутствующий на флаге, подчёркивает важную роль мореплавания в жизни острова, а королевская корона, расположенная над большим щитом герба, показывает, что остров является владением Нидерландов.